# 阿里·本·庫楚姆
阿里·本·庫楚姆（?—1647年10月27日），是庫楚汗的兒子，曾自立為西伯利亚汗国的可汗（1600年-1607年）。
1600年，他宣佈自己為可汗，並繼續由他的父親庫楚姆開始的反俄羅斯的鬥爭。1607年他被俄人俘虜，送到羅斯托夫區的瓦西列沃宮殿村。後來他住在雅羅斯拉夫爾。1638年，他懇求沙皇米哈伊爾·費奧多羅維奇讓他的一個兒子漢蘇爾去雅羅斯拉夫爾。1641/42年，他搬到了卡西姆（當時那裡的可汗是他的孫子賽義德·布爾漢），之後他在那裡去世了。